# Élections constituantes de 1945 en Gironde
Les élections constituantes françaises de 1945 se déroulent le 21 octobre.

## Mode de scrutin
Les députés sont élus selon le système de représentation proportionnelle suivant la règle de la plus forte moyenne dans le département, sans panachage ni vote préférentiel. Il y a 586 sièges à pourvoir.
Dans le département de Gironde, neuf députés sont à élire.

## Élus
Les neuf députés élus sont : 
| Identité                | Parti | Parti |
| ----------------------- | ----- | ----- |
| Jean-Fernand Audeguil   |       | SFIO  |
| Pierre-Emmanuel Guillet |       | SFIO  |
| Gaston Cabannes         |       | SFIO  |
| Jean-Raymond Guyon      |       | SFIO  |
| Marc Dupuy              |       | PCF   |
| Charles Lahousse        |       | PCF   |
| Jules Ramarony          |       | AD    |
| Émile Gellie            |       | AD    |
| Henri Teitgen           |       | MRP   |

## Résultats

### Résultats à l'échelle du département
| Parti          | Parti                                             | Tête de liste         | Résultats | Résultats | Sièges |
| Parti          | Parti                                             | Tête de liste         | Voix      | %         | Sièges |
| -------------- | ------------------------------------------------- | --------------------- | --------- | --------- | ------ |
|                | Section française de l'Internationale ouvrière    | Jean-Fernand Audeguil | 135 901   | 35,76     | 4      |
|                | Parti communiste français                         | Marc Dupuy            | 60 075    | 15,81     | 2      |
|                | Unité républicaine                                | Jules Ramarony        | 60 035    | 15,80     | 2      |
|                | Mouvement républicain populaire                   | Henri Teitgen         | 57 645    | 15,17     | 1      |
|                | Parti républicain, radical et radical-socialiste  | Jean Odin             | 22 369    | 5,89      | -      |
|                | Union démocratique et socialiste de la Résistance | Alice Delaunay        | 18 095    | 4,76      | -      |
|                | ACP                                               | Henri Peyré           | 17 635    | 4,64      | -      |
|                | Fédération républicaine                           | Jean Rougier          | 8 315     | 2,88      | -      |
|                |                                                   |                       |           |           |        |
| Inscrits       | Inscrits                                          | Inscrits              | 520 743   | 100,00    | 9      |
| Votants        | Votants                                           | Votants               | 383 742   | 73,69     |        |
| Blancs et nuls | Blancs et nuls                                    | Blancs et nuls        | 3 672     | 0,96      |        |
| Exprimés       | Exprimés                                          | Exprimés              | 380 070   | 99,04     |        |